# Schulze-módszer
A Schulze-módszer egy hely betöltésére kiírt szavazási rendszer. A módszer más neveken is ismert, mint Schwartz szekvenciális csöpögtetés (SSD), Cloneproof Schwartz szekvenciális csöpögtetés, és még számos más néven. Több szervezet is használja, például a Wikipédia, a Debian, a Gentoo fejlesztőközössége, a Svéd Kalózpárt és a Német Kalózpárt. Többségi, többségi vesztes, kölcsönös többségi, Condorcet, Condorcet-vesztes, Smith tulajdonságú, monoton, klónfüggetlen, visszafejthető, és fordítottan szimmetrikus.

## Tulajdonságai

### Teljesülő tulajdonságok
A Schulze-módszer megfelel ezeknek a tulajdonságoknak:
- Korlátozatlan tartomány, minden szavazónak megengedett az összes preferenciasorrend
- Minden összesített preferenciasorrend előfordulhat (Arrow lehetetlenségi tétele)
- Diktátormentesség
- Pareto hatékony[1]
- Monoton[1]
- Többségi kritérium
- Többségi vesztes kritérium
- Condorcet kritérium
- Condorcet vesztes kritérium
- Schwartz-kritérium
- Smith-kritérium[1]
- A Smith-dominált alternatívák függetlensége[1]
- Kölcsönösségi többségi kritérium
- A klónok függetlensége[1]
- Fordított szimmetria[1]
- Mono-append[2]
- Mono-add-plump[2]
- Visszakövethetőségi kritérium[1]
- Polinomiális bonyolultság[1]
- prudence[1]:§4.9"
- MinMax halmazok[1]
- Woodall sokféleségi kritérium a szigorú megelőzés esetén
- Szimmetria-komplemencia[2] a gyenge megelőzés esetén

### Nem teljesülő tulajdonságok
Mivel a Schulze-módszer Condorcet tulajdonságú, ezért nem teljesíti a következőket:
- Részvételi kritérium[1]:§3.4
- Konzisztencia
- Védettség az összebeszélés ellen
- Védettség a süllyesztés ellen
- Visszahatásmentesség

A diktátormentesség miatt, és mert az egyöntetű szavazás esetén a végeredmény megegyezik az egyöntetű szavazatok eredményével, ezért Arrow tételéből következően
- Az irreleváns alternatívák függetlensége

A Schulze-módszer nem teljesíti a
- Peyton Young-kritériumot

## Első lépés
Minden szavazólap tartalmazza a jelöltek teljes listáját. A szavazók sorrendet állítansak fel a jelöltek között szimpátiájuk alapján. A legjobb kapja az 1-es, a második legjobb a 2-es számot, és így tovább.
A szavazónak lehetősége van:
- több jelöltnek is ugyanazt a preferenciát adni

Nem állít fel sorrendet közöttük.
- preferenciákat kihagyni

Ez nem befolyásolja a szavazás eredményét, mert csak a sorrend a fontos.
- jelölteket kihagyni

A kihagyott jelöltekről felteszik, hogy a szavazó a többi jelölt mögé sorolja, és nem állít fel közöttük sorrendet.

## Második lépés
Minden jelöltpárra kiszámítják, hogy hányan helyezik az egyiket szigorúan a másik elé. Ha V és W jelöltek, akkor rájuk ez a szám d[V,W].

## Harmadik lépés
Definíciók:
Ha X és Y jelöltek, akkor egy z erősségű X-től Y-ig vezető út jelöltek egy C(1),...,C(n) sorozata, ahol:
- C(1) megegyezikX-szel
- C(n) megegyezik Y-nal
- d[C(i),C(i+1)] > d[C(i+1),C(i)] minden i = 1,...,(n-1)-re
- [C(i),C(i+1)] ≥ z minden i = 1,...,(n-1)-re.

p[A,B] a legerősebb A-ból B-be vezető út ereje.
Ha nincs az A és a B jelöltek között út, akkor p[A,B] : = 0.
A D jelölt jobb, mint E, ha p[D,E] > p[E,D].
D Schulze-győztes, ha p[D,E] ≥ p[E,D] minden más E-be helyettesíthető jelöltre.
Belátható, hogy a jobb tulajdonság tranzitív, ezért biztosan van győztes.

## Példák

### Első példa
21 szavazó, 4 jelölt:
8 ACDB
2 BADC
4 CDBA
4 DBAC
3 DCBA
|        | d[*,A] | d[*,B] | d[*,C] | d[*,D] |
| ------ | ------ | ------ | ------ | ------ |
| d[A,*] |        | 8      | 14     | 10     |
| d[B,*] | 13     |        | 6      | 2      |
| d[C,*] | 7      | 15     |        | 12     |
| d[D,*] | 11     | 19     | 9      |        |

A páronkénti legyőzte gráf:
Egy út ereje a leggyengébb láncszemének erejével egyezik meg. Az alábbi táblázat minden jelöltpárra megadja a legerősebb utat. A leggyengébb láncszemek aláhúzással vannak megjelölve.
|           | ... A-ba        | ... B-be        | ... C-be               | ... D-be               |
| --------- | --------------- | --------------- | ---------------------- | ---------------------- |
| A-ból ... |                 | A-(14)-C-(15)-B | A-(14)-C               | A-(14)-C-(12)-D        |
| B-ből ... | B-(13)-A        |                 | B-(13)-A-(14)-C        | B-(13)-A-(14)-C-(12)-D |
| C-ből ... | C-(15)-B-(13)-A | C-(15)-B        |                        | C-(12)-D               |
| D-ből ... | D-(19)-B-(13)-A | D-(19)-B        | D-(19)-B-(13)-A-(14)-C |                        |

|        | p[*,A] | p[*,B] | p[*,C] | p[*,D] |
| ------ | ------ | ------ | ------ | ------ |
| p[A,*] |        | 14     | 14     | 12     |
| p[B,*] | 13     |        | 13     | 12     |
| p[C,*] | 13     | 15     |        | 12     |
| p[D,*] | 13     | 19     | 13     |        |

A D jelölt Schulze-győztes, mert p[D,X] ≥ p[X,D] minden más X jelöltre.
- 14 = p[A,B] > p[B,A] = 13, az A jelölt jobb, mint a B jelölt.
- 14 = p[A,C] > p[C,A] = 13, az A jelölt jobb, mint a C jelölt.
- 15 = p[C,B] > p[B,C] = 13, a C jelölt jobb, mint a B jelölt.
- 13 = p[D,A] > p[A,D] = 12, a D jelölt jobb, mint az A jelölt.
- 19 = p[D,B] > p[B,D] = 12, a D jelölt jobb, mint a B jelölt.
- 13 = p[D,C] > p[C,D] = 12, a D jelölt jobb, mint a C jelölt.

Ezért a Schulze-rangsor is D > A > C > B.

### Második példa
45 szavazó dönt 5 jelöltről:
- 5 {\displaystyle ACBED}
- 5 {\displaystyle ADECB}
- 8 {\displaystyle BEDAC}
- 3 {\displaystyle CABED}
- 7 {\displaystyle CAEBD}
- 2 {\displaystyle CBADE}
- 7 {\displaystyle DCEBA}
- 8 {\displaystyle EBADC}

Először a páronkénti preferenciákat számítják ki. Például {\displaystyle A} és {\displaystyle B} közül {\displaystyle 5+5+3+7=20} részesítette előnyben {\displaystyle A}-t, és {\displaystyle 8+2+7+8=25} {\displaystyle B}-t.
|        | d[*,A] | d[*,B] | d[*,C] | d[*,D] | d[*,E] |
| ------ | ------ | ------ | ------ | ------ | ------ |
| d[A,*] |        | 20     | 26     | 30     | 22     |
| d[B,*] | 25     |        | 16     | 33     | 18     |
| d[C,*] | 19     | 29     |        | 17     | 24     |
| d[D,*] | 15     | 12     | 28     |        | 14     |
| d[E,*] | 23     | 27     | 21     | 31     |        |

Irányított gráf a d[*, *] preferenciákkal címkézve

A d[X, Y] értékek közül világoszöldek a győztesek, vagyis azok, amelyekre d[X, Y] > d[Y, X], a többiek háttere rózsaszín. A végső győztes még nem látszik a páronkénti adatok alapján.
A második lépésben meghatározzuk a legerősebb utakat. A gráf csak azokat az éleket tartalmazza, amelyekre d[X, Y] > d[Y, X], vagyis a győztes éleket. Az ellenkező irányú és előjelű vesztes éleket mellőztük.
Például a B és D közötti legerősebb út ereje p[B, D] = 33, mivel a kettő közötti él a legerősebb út, és ereje 33. De A és C esetén már nem a közvetlen él a legerősebb, hiszen (A, D, C) ereje 28 szemben az AC él 26-ával szemben. Az út ereje megegyezik leggyengébb élének erejével.
A következő táblázat tartalmazza az összes jelöltpárra a legerősebb utat, aláhúzással jelölve a leggyengébb éleket:
|           | ... A-ba                      | ... B-be               | ... C-be        | ... D-be        | ... E-be               |           |
| --------- | ----------------------------- | ---------------------- | --------------- | --------------- | ---------------------- | --------- |
| A-ból ... |                               | A-(30)-D-(28)-C-(29)-B | A-(30)-D-(28)-C | A-(30)-D        | A-(30)-D-(28)-C-(24)-E | A-ból ... |
| B-ből ... | B-(25)-A                      |                        | B-(33)-D-(28)-C | B-(33)-D        | B-(33)-D-(28)-C-(24)-E | B-ből ... |
| C-ből ... | C-(29)-B-(25)-A               | C-(29)-B               |                 | C-(29)-B-(33)-D | C-(24)-E               | C-ből ... |
| D-ből ... | D-(28)-C-(29)-B-(25)-A        | D-(28)-C-(29)-B        | D-(28)-C        |                 | D-(28)-C-(24)-E        | D-ből ... |
| E-ből ... | E-(31)-D-(28)-C-(29)-B-(25)-A | E-(31)-D-(28)-C-(29)-B | E-(31)-D-(28)-C | E-(31)-D        |                        | E-ből ... |
|           | ... A-ba                      | ... B-be               | ... C-be        | ... D-be        | ... E-be               |           |

|        | p[*,A] | p[*,B] | p[*,C] | p[*,D] | p[*,E] |
| ------ | ------ | ------ | ------ | ------ | ------ |
| p[A,*] |        | 28     | 28     | 30     | 24     |
| p[B,*] | 25     |        | 28     | 33     | 24     |
| p[C,*] | 25     | 29     |        | 29     | 24     |
| p[D,*] | 25     | 28     | 28     |        | 24     |
| p[E,*] | 25     | 28     | 28     | 31     |        |

Most már megadható a végeredmény is. Például összehasonlítva A-t és B-t A jobb, mint B, mert 28 = p[A,B] > p[B,A] = 25. E jobb, mint D, mivel 31 = p[E,D] > p[D,E] = 24. Tovább folytatva E > A > C > B > D a végső erősorrend, és a győztes E. Más szavakkal, p[E,X] ≥ p[X,E] minden más X jelöltre.

## Manipulálás
A szavazás manipulálásának egy módja az esélyesek szétválasztása. Ha a jelöltek között két esélyes van, P és Q, akkor a P-t választók hajlamosak arra, hopgy P-t helyezzék az élre, és Q-t a lista végére. Ezzel az őszinte választáshoz képest megnövelik {\displaystyle p[P,Q]}-t, és csökkentik {\displaystyle p[Q,P]}-t. Jelöljön E a következőkben egy tetszőleges jelöltet a többi közül! Ekkor {\displaystyle p[P,E]} és {\displaystyle p[E,Q]} nő, és {\displaystyle p[E,P]} vagy {\displaystyle p[Q,E]} csökken.
Ez a stratégia megnöveli az így szavazók szavazatának súlyát az őszinte szavazókkal szemben; növeli P esélyét, és csökkenti Q esélyét. Ha a két jelölt támogatottsága nagyjából megegyezik, és mindkét jelölt támogatói ezt a módszert használják, akkor a hatások nagyjából kiegyenlítik egymást.
Mivel a szavazók átrendezik szavazataikat, ezért a végső sorrend nem az őszinte véleményt fogja tükrözni. Ha a végén lesz  Condorcet-győztes, akkor semmi sem garantálja azt, hogy ez a jelölt minden más jelöltet legyőzne, ha csak kettejük közül lehetne választani, mivel a páronkénti rangok nem az őszinte véleményt tükrözik.
Ha nem két, hanem több esélyes jelölt van, akkor a manipuláció egy módosított változata továbbra is működik. Itt egy jelöltet sorolnak az élre, és a többi esélyest a sor legvégére. Ez erősíti a szavazat súlyát, de azt eredményezi, hogy egy máskülönben teljesen esélytelen jelölt nyer, akit mindenki a sor végére tenne, ha őszintén szavazna. Ez minden, a Condorcet-módszeren alapuló szavazási rendszert érint. Ez a manipuláció felveti a fogolydilemmát.

## Implementáció
A Schulze-módszer implementálásakor csak a legerősebb út erejének kiszámítása a nehéz. Ez egy jól ismert gráfelméleti probléma, mégpedig a legszélesebb út problémája. Ez megoldható a Floyd–Warshall-algoritmus egy változatával, aminek pszeudokódja:
```
# Input: d[i,j], hány szavazó részesíti előnyben i-t j-vel szemben.

# Output: p[i,j], a legerősebb ij út ereje.

for
 
i
 
from
 
1
 
to
 
C

   
for
 
j
 
from
 
1
 
to
 
C

      
if
 
(
i
 
≠
 
j
)
 
then

         
if
 
(
d
[
i
,
j
]
 
>
 
d
[
j
,
i
])
 
then

            
p
[
i
,
j
]
 
:=
 
d
[
i
,
j
]

         
else

            
p
[
i
,
j
]
 
:=
 
0

for
 
i
 
from
 
1
 
to
 
C

   
for
 
j
 
from
 
1
 
to
 
C

      
if
 
(
i
 
≠
 
j
)
 
then

         
for
 
k
 
from
 
1
 
to
 
C

            
if
 
(
i
 
≠
 
k
 
and
 
j
 
≠
 
k
)
 
then

               
p
[
j
,
k
]
 
:=
 
max
 
(
 
p
[
j
,
k
],
 
min
 
(
 
p
[
j
,
i
],
 
p
[
i
,
k
]
 
)
 
)

```

Az algoritmus bonyolultsága C3 , ahol C a jelöltek száma. Ez nem foglalja magába a d[*,*] értékek kiszámítását, amit naivan implementálva a bonyolultság C2 szorozva a szavazók számával.

## Holtversenyek és alternatív implementációk
Ha a szavazók több jelöltnek is adhatják ugyanazt a preferenciát, akkor a végeredmény függhet d[*,*] definíciójától. A két természetes választás előírhat szigorú vagy gyenge preferenciát. Mindazonáltal mindkét esetben a Schulze-rangsorban nem lesznek körök, és ha a d[*,*] számok mind különböznek, akkor holtverseny sem lehet, a sorrend és a győztes egyértelmű.
Habár nem szeretik, hogy több jelöltnek ugyanaz lehet a preferenciája (mivel rendszerint jóval több a szavazó, mint a jelölt), mégis lehetséges ilyen kimenetel. Schulze cikkében azt javasolta, hogy egy véletlenül választott elektor törje meg ezt az egyöntetűséget, és ezt ismételjük, amíg kell.
A módszer több nevét egy alternatív implementáció után kapta:
1. Rajzoljunk fel egy teljes irányított gráfot az összes jelölttel
2. Alkalmazzuk felváltva a következő két lépést:

- Töröljük azokat a jelölteket, amelyekből nem érhető el az összes többi
- Töröljük el a leggyengébb élt

1. Az utoljára maradt jelölt a győztes.

Ez az implementáció azonban lassabb.

## Története
Markus Schulze 1997-ben dolgozta ki a módszert. Nyilvános levelezőlistákon vitatták meg 1997–1998-ban és 2000-ben. Ezután sok közösségben bevezették, például a Software in the Public Interest (2003), Debian (2003), Gentoo (2005), TopCoder (2005)  Wikimedia (2008), KDE (2008),  the Free Software Foundation Europe (2008),  a Svéd Kalózpárt (2009), és a Német Kalózpárt (2010). A francia Wikipédiában a két több jelöltes módszer egyikeként már 2005-ben bevezették, és többször használták.
2011-ben Schulze publikálta módszerét a Social Choice and Welfare. szaklapban.